# この世界のどこかに
「この世界のどこかに」（このせかいのどこかに）は2001年11月7日に発売された郷ひろみ84作目シングル。

## 解説
タイトル曲・カップリング曲ともゴスペラーズのメンバーが作詞・作曲と、コーラスに参加した。アルバム『PERIOD〜この世界のどこかに〜』では2曲ともアルバム・ヴァージョンで収録。
この曲以降、郷ひろみは活動を一時休止し、2005年に「愛より速く」をリリースし、活動を再開した。

## 収録曲
| 全編曲: 武部聡志。 |                                       |                          |                          |       |
| #                  | タイトル                              | 作詞                     | 作曲                     | 時間  |
| 1.                 | 「この世界のどこかに」                | 安岡優                   | 黒沢薫                   | 4:49  |
| 2.                 | 「五時までに」                        | 安岡優, 北山陽一, 妹尾武 | 安岡優, 北山陽一, 妹尾武 | 5:00  |
| 3.                 | 「この世界のどこかに」(Backing Track) |                          |                          | 4:48  |
| 4.                 | 「五時までに」(Backing Track)         |                          |                          | 4:55  |
| 合計時間:          | 合計時間:                             | 合計時間:                | 合計時間:                | 19:32 |

## タイアップ
| # | 曲名                   | タイアップ                                     | 出典  |
| - | ---------------------- | ---------------------------------------------- | ----- |
| 1 | 「この世界のどこかに」 | TBS・MBS系全国ネット『ひとりじゃないの』主題歌 | [ 1 ] |